# Woodbine (Georgia)
Woodbine – miasto w Stanach Zjednoczonych, w stanie Georgia, siedziba administracyjna hrabstwa Camden.